# 巴克克里克鎮區 (印地安納州漢考克縣)
巴克克里克鎮區（英語：Buck Creek Township）是位於美國印地安納州漢考克縣的一個行政鎮區。

## 地方資料
根據2010年美國人口普查的數據，巴克克里克鎮區的面積為93.30平方千米，當中陸地面積為93.10平方千米，而水域面積為0.20平方千米。當地共有人口8,530人，而人口密度為每平方千米91.43人。